# Pierre Michault
Pierre Michault, prêtre[réf. nécessaire] et poète français du XVe siècle, fut secrétaire du comte de Charolais. Il a été confondu avec Michault Taillevent, autre précurseur de Villon. La France littéraire le fait mourir vers 1467.
On lui doit une Dance aux aveugles (1465) et un Doctrinal du temps présent (1466).

## Œuvres
Édition moderne
- Pierre Michault, Œuvres poétiques, présentées et éditées par Barbara Folkart, UGE « 10-18 », 1980,  (ISBN 9782264002914)